# Microsoft Dynamics
Microsoft Dynamics este un software pentru enterprise resource planning (ERP) și customer relationship management (CRM).
Microsoft Dynamics ERP include produsele:
- Microsoft Dynamics AX (fosta Axapta)
- Microsoft Dynamics GP (fosta Great Plains)
- Microsoft Dynamics NAV (fosta Navision)
- Microsoft Dynamics SL (fosta Solomon)
- Microsoft Dynamics C5 (fosta Concorde C5)

Dynamics AX, Dynamics GP, Dynamics NAV și Dynamics SL 
Solutiile de retail: Microsoft Dynamics CRM este o aplicație de gestiune a relațiilor multilingv client de la Microsoft care oferă vânzări, servicii, capacități de marketing și include Microsoft Dynamics CRM Online.
Microsoft lansa înca un alt front în lupta sa pentru cloud cu anunțul la conferința Convergence 2011 că următoarele versiuni majore ale aplicațiilor companiei de planificare a resurselor întreprinderii (ERP) se va rula în cloud pe platforma Windows Azure.